# Quart poder

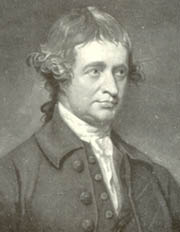
Edmund Burke

Quart poder és una expressió per a designar a la premsa, en al·lusió als tres poders proposats per Montesquieu. El seu origen es remuta a l'extraordinària influència que la premsa exercia als anys previs a la Revolució Francesa, fins a l'arribada dels encara més poderosos mitjans de comunicació: televisió, ràdio, internet, etc.
La seva creació és atribuïda a l'escriptor, orador i polític anglo-irlandès, molt famós i influent en la seva època, Edmund Burke (1729-1797), donant-hi una prova gairebé profètica de perspicàcia política, ja que en aquell moment la premsa no havia aconseguit, ni tan sols a Anglaterra, l'extraordinari poder que arribaria més tard a tots els països lliures. En temps moderns molts crítics consideren que la premsa no es limita a reflectir l'opinió pública, sinó que pot crear aquesta mateixa opinió pública, proporcionant la quasi totalitat de la informació amb la que aquesta compta en qualsevol moment donat, sent un dels generadors de l'anomenat mainstream (en català, "corrent generalitzada" o "interessos comuns").